# Igor Milanović

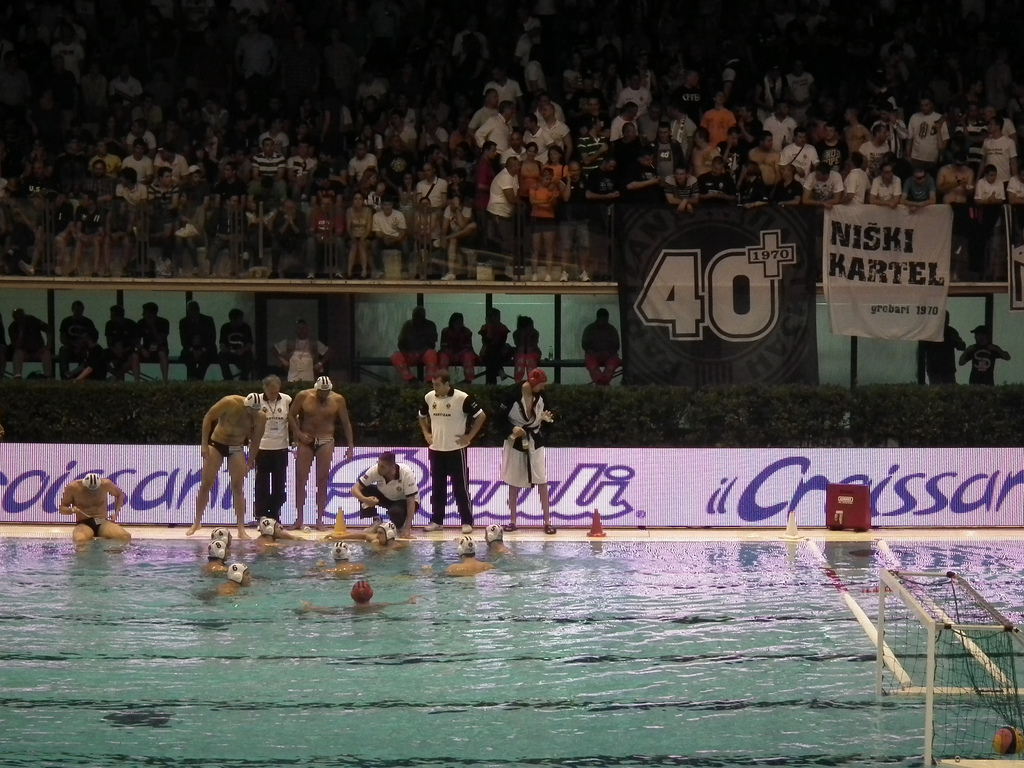

Igor Milanović (serbisch-kyrillisch Игор Милановић; * 18. Dezember 1965 in Belgrad) ist ein ehemaliger jugoslawischer Wasserballspieler. 
Milanović gehörte während seiner aktiven Zeit zu den besten Wasserballspielern Jugoslawiens. Er bestritt mit der jugoslawischen Wasserball-Nationalmannschaft 349 Spiele und erzielte dabei 560 Tore. Bei den Olympischen Spielen 1984 in Los Angeles und den Olympischen Spielen 1988 in Seoul gewann er mit der Mannschaft jeweils die Goldmedaille. Er wurde zweimal Weltmeister (1986 und 1991) und einmal Europameister (1991). Er spielte für die Klubs VK Partizan Belgrad, HAVK Mladost Zagreb, VK Roter Stern Belgrad, PVK Budva, CN Catalunya und AS Roma Pallanuoto. 2006 wurde er in die International Swimming Hall of Fame aufgenommen. 2009 wurde er Trainer von Partizan Belgrad und führte das Team 2011 zum Sieg in der Champions League. Gleiches gelang ihm 2015 mit Pro Recco.